# José Ruiz Baos
José Ruiz Baos "Calatraveño" (Bolaños de Calatrava, Ciudad Real, 5 de noviembre de 1946 - Salamanca, 25 de enero de 2022) fue un torero español.

## Biografía y trayectoria
Natural de Bolaños de Calatrava, una de las villas manchegas más singulares de la provincia de Ciudad Real. Apodado por recomendación de su amigo y también torero Rafael Marín; fue en la finca “Pinos Bajos”, en marzo de 1962: “Calatraveño debe ser tu nombre artístico en homenaje a nuestra tierra”. Tomó la alternativa el 17 de agosto de 1968 en la plaza de toros de Ciudad Real. Conquistó al público con personalidad y carácter; toreo clásico, entregado y de técnica depurada. "Calatraveño" tomó la alternativa en la fecha del 17 de agosto de 1967. Su toreo de auténtica técnica clasicista; de corte clásico, entregado, recio, artístico y carácter torero, lidió en numerosas plazas de toda la geografía española. Fue la plaza de toros de Ciudad Real, La Monumental de Las Ventas del Espíritu Santo y la Monumental de Barcelona; tres plazas para un torero castellano, que aún perduran azulejos de su carrera torera, marcando un antes y un después en la historia de toreo español del siglo XX.
En la Feria de San Isidro, salió dos veces por la Puerta Grande. En la plaza de toros de Barcelona cruzó la arena en más de veinte ocasiones. Posterior a su alternativa con toros de Samuel Flores, siendo su padrino Diego Puerta y testigo Santiago Martín "El Viti", José Ruiz "Calatraveño" confirma su alternativa en 1971 en Las Ventas de Madrid el 22 de agosto con la ganadería Guardiola. "Calatraveño", efeméride de los años 50`. Su confirmación en Madrid fue el 22 de agosto de 1971. Su padrino fue Pedrín Benjumea y como testigo Antonio Millán "Carnicerito de Úbeda", con toros de Guardiola Soto. Benjumea resultó herido grave cuando toreaba a su primer toro, "Calatraveño" tuvo que lidiar tres toros, el primero cuarto y sexto, cortando una oreja a cada uno de sus dos primeros, saliendo a hombros por la Puerta Grande.
Más de 160 corridas en su carrera artística desde el 14 de septiembre del 65 en el que debutó de luces. Un total de 50 novilladas picadas con 88 orejas y 20 rabos; 209 corridas de toros de las cuales fueron otorgadas 331 orejas y 34 rabos. La expresión de Federico García Lorca, citaba "la fiesta de los toros es la más culta que jamás el hombre haya inventado". La tauromaquia en la figura de "Calatraveño" es un ritual de eterna lectura artística.
En aquella tarde del 76 en La Venteña de Madrid, la monumental Plaza de toros de Las Ventas del Espíritu Santo, dio una auténtica lección de torería frente a dos toros de muchos problemas; redondeó una faena de categoría en la que obtuvo el beneplácito de la plaza de intensa ovación y una oreja.
"Calatraveño" se retiró de la tauromaquia en 1986. El sentimiento latente de la afición, el paisano manchego que legó sus triunfos a una sociedad entregada en la cultura y en la tauromaquia. Su profesionalidad y su hacerse querer le valió salir a hombros por la Puerta Grande de Las Ventas de Madrid en cuatro ocasiones. A finales del  año 2018 cuando se inició el trámite favorable en su querida villa manchega. La plaza de toros de su pueblo natal, Bolaños de Calatrava, homenajea a su paisano "Calatraveño" designa nuevo nombre al coso con el de José Ruiz Baos "Calatraveño".
"Calatraveño" realizó a lo largo de su carrera diferentes festejos benéficos en favor de diferentes causas, cabe recordar la inscripción que se colocó que encima de la puerta del Santuario de la Virgen del Monte (Bolaños de Calatrava) hoy conservada en el museo de la virgen que reza "La quinta de 1964 entregó un donativo de 8.300 pts. para la reconstrucción de este portal. Dicha cantidad fue recaudada en un festival taurino lidiado por "El Calatraveño".
Durante sus últimos años de vida, Calatraveño se trasladó a vivir a la localidad abulense de El Barraco. En 2018 sufrió una accidente de tráfico que le provocaron secuelas en su pie derecho. El 17 de enero de 2022 sufrió un ictus y fue ingresado en el hospital de Salamanca, donde falleció en la madrugada del 25 de enero.

## Actuaciones
Novilladas picadas: 
total novilladas picadas 50
Número de orejas: 88
Número de rabos: 20
Corridas de toros:
total de corridas 209
Número de orejas 331
número de rabos: 34

## Estadísticas
| Denominación       | Año  | Nº de festejos | Orejas | Rabos |
| Novilladas picadas | 1965 | 1              | 2      | 1     |
| Novilladas picadas | 1966 | 11             | 23     | 6     |
| Novilladas picadas | 1967 | 25             | 48     | 9     |
| Novilladas picadas | 1968 | 13             | 15     | 4     |
| Corridas de toros  | 1968 | 10             | 21     | 2     |
| Corridas de toros  | 1969 | 10             | 23     | 7     |
| Corridas de toros  | 1970 | 11             | 30     | 2     |
| Corridas de toros  | 1971 | 23             | 54     | 7     |
| Corridas de toros  | 1972 | 21             | 33     | 3     |
| Corridas de toros  | 1973 | 36             | 54     | 4     |
| Corridas de toros  | 1974 | 20             | 35     | 2     |
| Corridas de toros  | 1975 | 18             | 28     | 3     |
| Corridas de toros  | 1976 | 13             | 19     | -     |
| Corridas de toros  | 1977 | 11             | 16     | 2     |
| Corridas de toros  | 1978 | 7              | 5      | 2     |
| Corridas de toros  | 1979 | 3              | -      | -     |
| Corridas de toros  | 1980 | 5              | 6      | -     |
| Corridas de toros  | 1981 | 4              | 3      | -     |
| Corridas de toros  | 1982 | 4              | 3      | -     |
| Corridas de toros  | 1986 | 4              | 1      | -     |